# Eugeniusz Baziak
Eugeniusz Juliusz Baziak (ur. 8 marca 1890 w Tarnopolu, zm. 15 czerwca 1962 w Warszawie) – polski duchowny rzymskokatolicki, doktor teologii, biskup pomocniczy lwowski w latach 1933–1944, arcybiskup koadiutor lwowski w 1944, arcybiskup metropolita lwowski w latach 1944–1962, biskup koadiutor krakowski w 1951, administrator apostolski archidiecezji krakowskiej w latach 1951–1962.

## Życiorys
Urodził się 8 marca 1890 w Tarnopolu. Kształcił się w tamtejszym C.K. Wyższym Gimnazjum, gdzie w 1908 złożył egzamin dojrzałości. Następnie studiował na wydziale teologicznym uniwersytetu we Lwowie i zdobywał formację w miejscowym seminarium duchownym. Święceń prezbiteratu udzielił mu 14 lipca 1912 w Przemyślanach biskup pomocniczy lwowski Władysław Bandurski. W 1921 na lwowskim Uniwersytecie Jana Kazimierza uzyskał doktorat z teologii na podstawie dysertacji Walka Pana Jezusa z Faryzeuszami.
Po przyjęciu święceń kapłańskich pracował jako wikariusz i katecheta w Żółkwi i w Tarnopolu. W czasie I wojny światowej został powołany do armii austriackiej jako kapelan. Podczas posługi wśród chorych żołnierzy zaraził się tyfusem plamistym. Zwolniony ze służby pod koniec wojny, został administratorem parafii w Tarnopolu. Od 1919 był prefektem, a od 1924 wicerektorem seminarium duchownego we Lwowie. W 1931 został proboszczem parafii kolegiackiej w Stanisławowie i dziekanem dekanatu stanisławowskiego. W tym samym roku został obdarzony godnością kanonika lwowskiej kapituły metropolitalnej, a rok później infułata.
15 września 1933 papież Pius XI mianował go biskupem pomocniczym archidiecezji lwowskiej ze stolicą tytularną Phocaea. Święcenia biskupie otrzymał 5 listopada 1933 w bazylice archikatedralnej Wniebowzięcia Najświętszej Maryi Panny we Lwowie. Udzielił mu ich arcybiskup metropolita lwowski Bolesław Twardowski w asyście biskupów tarnowskich: diecezjalnego Franciszka Lisowskiego i pomocniczego Edwarda Komara. Od 1933 piastował urząd rektora lwowskiego seminarium, ponadto był kustoszem kapituły metropolitalnej i asystentem archidiecezjalnej Akcji Katolickiej. W czasie II wojny światowej pozostał we Lwowie. Pomimo szykan ze strony okupantów sowieckich i hitlerowskich  wykonywał swoje obowiązki, m.in. zabiegając o funkcjonowanie zlikwidowanego w 1939 przez Sowietów seminarium, udzielając święceń kapłańskich i wizytując parafie. Prowadził także działalność dobroczynną i informował Stolicę Apostolską o sytuacji we wschodniej Polsce.
Na wniosek arcybiskupa Bolesława Twardowskiego 1 marca 1944 papież Pius XII mianował go arcybiskupem koadiutorem archidiecezji lwowskiej i arcybiskupem tytularnym Parium. Rządy w archidiecezji przejął 22 listopada 1944. Od 1945 był wzywany przez władze sowieckie na całonocne przesłuchania, podczas których nakłaniano go do wyjazdu do Polski. Nie ulegał tym namowom do czasu pogorszenia się sytuacji Kościoła we Lwowie. W kwietniu 1946 opuścił Lwów, by od sierpnia 1946 rezydować w Lubaczowie, leżącym w polskiej części archidiecezji lwowskiej.
Z inicjatywy kardynała Adama Stefana Sapiehy 20 kwietnia 1951 Pius XII mianował go biskupem koadiutorem archidiecezji krakowskiej, pozostawiając na urzędzie arcybiskupa metropolity lwowskiego. Jednocześnie, na wypadek śmierci kardynała Adama Stefana Sapiehy, został wyznaczony na administratora apostolskiego archidiecezji z władzą biskupa rezydencjalnego. Obowiązki biskupa koadiutora objął 3 maja 1951, natomiast 23 lipca 1951 przejął rządy w archidiecezji. W Krakowie był również represjonowany przez władze komunistyczne. Za odmówienie potępienia księży aresztowanych pod zarzutem szpiegostwa zastosowano wobec niego areszt domowy. W grudniu 1952 sam oskarżony o szpiegostwo, został aresztowany, a po kilku dniach zwolniony z zakazem przebywania w obydwu archidiecezjach podlegającym jego jurysdykcji. Do czasu powrotu do Krakowa w grudniu 1956 mieszkał w domu matki i siostry w Tarnowie.
W lutym 1962 członkowie kapituły krakowskiej zwrócili się do papieża Jana XXIII z prośbą o mianowanie go arcybiskupem metropolitą krakowskim z równoczesnym połączeniem unią personalną archidiecezji lwowskiej i krakowskiej. W następnym miesiącu powiadomiony przez prymasa Stefana Wyszyńskiego, że papież ustanowił go arcybiskupem metropolitą krakowskim i administratorem apostolskim archidiecezji lwowskiej, wyraził na to kanoniczną zgodę. Jednocześnie skierował do papieża prośbę, aby ze względu na głosy wiernych, pozostał arcybiskupem lwowskim. Nominacja papieska nie została jednak ogłoszona z powodu jego śmierci.
Konsekrował biskupów pomocniczych krakowskich: Karola Wojtyłę (1958), późniejszego papieża Jana Pawła II, i Juliana Groblickiego (1960), a także biskupów tarnowskich: pomocniczego Michała Blecharczyka (1958) i diecezjalnego Jerzego Ablewicza (1962). Był współkonsekratorem podczas sakry biskupa pomocniczego przemyskiego Wojciecha Tomaki (1934), biskupa pomocniczego tarnowskiego Jana Stepy (1946) i biskupa Wincentego Urbana (1960).
Zmarł w wyniku zawału serca 15 czerwca 1962 w Warszawie, gdzie przebywał na obradach Konferencji Episkopatu Polski. Pochowany został 19 czerwca 1962 w krypcie pod kaplicą Zebrzydowskich w katedrze na Wawelu.

## Odznaczenia
W 1932 prezydent RP Ignacy Mościcki nadał mu Krzyż Kawalerski Orderu Odrodzenia Polski.